# Telipogon diabolicus
Telipogon diabolicus es una especie de orquídea del género Telipogon. Se conoce una sola población de 30 plantas, en el límite entre los departamentos de Putumayo y Nariño, en el sur de Colombia. En consecuencia, está clasificada como "en peligro crítico" en la Lista Roja de la Unión Internacional para la Conservación de la Naturaleza.
El nombre diabolicus se refiere a la forma en que su gynostemium rojo vino o marrón se parece a la cabeza del diablo.
Las plantas adultas miden 5.5-9 cm de alto.